# Mesmé
Le mesmé (ou zimé de Kélo, djime, djiwe) est une langue tchadique parlée dans la région du Tandjilé au sud-ouest du Tchad. Il est proche des autres langues masa du Sud que sont le herdé, le ngeté et le pévé.

## Localisation
Le mesmé est parlé dans la région du Tandjilé dans le département du Tandjilé Ouest, au sud et à l'ouest de Kélo et entre Kélo et Pala, dans le sud-ouest du Tchad,.

## Dialectes
Les bases de données linguistiques Ethnologue et Glottolog recensent trois dialectes pour le mesmé : le bero, le zagobo et le zamre,.